# 黄庭坚 (电视剧)
《黄庭坚》（原名《大宋才子黄庭坚》），中国大陆北宋古装剧，导演郑克洪、张少军，主演黄海、温兆伦、王思懿、刘芳毓、张曼扬、沈丹萍、马文龙。2008年11月開機，2009年1月殺青，2015年4月7日在迅雷看看首播。

## 剧情
该剧讲述了北宋诗人、词人、书法家黄庭坚的人生旅程。

## 演出
- 黄海 出演 黄庭坚
- 温兆伦 出演 秦观
- 王思懿 出演 太皇太后[4]
- 魏宗万 出演 大臣
- 刘芳毓 出演 兰溪，黄庭坚妻子
- 沈丹萍 出演 黄庭坚母亲
- 王戎 出演 苏轼

## 制作
该剧投资共1680万。
前江西省政协副主席、九江市委书记陈安众（习近平反腐中落马贪官）出席开机仪式。取景地是江西省修水县。